# Zářivé hlubiny
Zářivé hlubiny je soubor povídek bratří Čapků. Poprvé byl vydán v roce 1916. Jedná se o knižní vydání povídek, které byly původně publikovány zejména v časopisech Lumír a Umělecký měsíčník.
Kniha se soustředí zejména na téma lásky a obtíží, které s ní mohou být spjaty. V jedné z povídek se dále objevují obavy z techniky a vzestupu vědy vůbec; Karel Čapek se k tomuto tématu ve svém samostatném díle několikrát vrátil i později. Několik povídek se zaobírá také sociální nerovností.

## Povídky
Červená povídka je vyprávění starého šermíře Neriho o nešťastné lásce Niccola Beccarima ke krásce Giannine.
V povídce L'évantail je zřetelný zájem o techniku a to, jak může zasáhnout do vývoje lidstva.
Skandál a žurnalistika poukazuje senzacechtivost novinářů. Hlavní sledovanou aférou je útěk bohatého pana Abbadie s chůvou svých dětí.
Mezi dvěma polibky popisuje lásku Heleny, dcery z bohaté rodiny, a Jakuba, podřízeného jejího otce. Titulní polibky v příběhu dělí dvanáct let.
Ostrov je příběh muže, který ztroskotal na krásném ostrově a rozhodl se tam zůstat, přestože měl možnost vrátit se zpět domů.
Živý plamen je příběhem muže, který si život užíval plnými doušky a nelitoval ani svých hříchů.
Zářivé hlubiny vypráví o nepotopitelné lodi Oceanik, jejímž předobrazem byl Titanic. Povídka zkoumá, jak něco tak velkolepého, vytvořeného lidskou rukou, může tolika lidem přinést zkázu.